# Budy (powiat krotoszyński)
Budy – wieś w Polsce położona w województwie wielkopolskim, w powiecie krotoszyńskim, w gminie Rozdrażew.
W latach 1975–1998 miejscowość należała administracyjnie do województwa kaliskiego.

## Urodzeni w Budach
- Franciszek Talarczyk – pułkownik artylerii Wojska Polskiego, powstaniec wielkopolski[4].